# Úraz (Nemyšl)
Úraz (německy Auras) je malá vesnice, část obce Nemyšl v okrese Tábor v Jihočeském kraji. Nachází se asi jeden kilometr východně od Nemyšle. Je zde evidováno 8 adres. V roce 2011 zde trvale žilo deset obyvatel.
Úraz leží v katastrálním území Nemyšl o výměře 5,77 km².

## Historie
První písemná zmínka o vesnici pochází z roku 1545.

## Obyvatelstvo
| Rok            | 1869 | 1880 | 1890 | 1900 | 1910 | 1921 | 1930 | 1950 | 1961 | 1970 | 1980 | 1991 | 2001 | 2011 | 2021 |
| -------------- | ---- | ---- | ---- | ---- | ---- | ---- | ---- | ---- | ---- | ---- | ---- | ---- | ---- | ---- | ---- |
| Počet obyvatel | 85   | 82   | 71   | 73   | 69   | 60   | 41   | 43   | 29   | 14   | 13   | 8    | 14   | 10   | 13   |
| Počet domů     | 10   | 11   | 11   | 11   | 11   | 11   | 11   | 12   | 12   | 6    | 5    | 8    | 8    | 8    | 8    |

## Obecní správa
Při sčítání lidu v letech 1850–1899 Úraz byl osadou obce Hoštice v okrese Tábor. V letech 1900–1980 byl osadou obce Nemyšl, se kterým patřily nejprve do okresu Tábor, ale v roce 1950 v okrese Votice a od roku 1960 opět v okrese Tábor. Od 1. ledna 1981 do 23. listopadu 1990 byl částí obce Chotoviny v okrese Tábor. Od 24. listopadu 1990 je opět částí obce Nemyšl v okrese Tábor.